# Thomas Mann
Paul Thomas Mann, nemški pisatelj in akademik, nobelovec, * 6. junij 1875, Lübeck, Nemško cesarstvo, † 12. avgust 1955, Zürich, Švica.
Mann, ki velja za enega največjih pripovednikov 20. stoletja, je izviral iz ugledne lübeške patricijatne in trgovske družine. Njegova žena Katia, rojena Pringsheim, ga je navdihnila za več njegovih literarnih likov in del. Njegov starejši brat Heinrich in štirje od njegovih šestih otrok, Erika, Klaus, Golo in Monika so bili prav tako pisatelji.
Njegovemu prvemu, leta 1901 nastalemu romanu Buddenbrookovi, so sledile novele in pripovedi kot so Tonio Kröger, Tristan in Smrt v Benetkah. V leta 1924 objavljenem romanu Čarobna gora, s katerim je nadaljeval tradicijo evropskega razvojnega romana (Bildungsroman), se kaže njegova stvariteljska umetnost kot v celoti izoblikovana: pripovedovalec ohranja skeptično-ironično distanco do literarnih oseb, tipične situacije se ponavljajo na način vodilnega motiva (Leitmotiv) in prevladuje skladenjsko zapleten , zahteven slog. Te značilnosti zaznamujejo tudi njegova naslednja dela, med katerimi gre izpostaviti novelo Mario in čarovnik, romaneskno tetralogijo Jožef in njegovi bratje ter pozno delo Doktor Faustus. Za Buddenbrookove je Thomas Mann leta 1929 prejel Nobelovo nagrado za književnost.
V velikem obsegu so bila deležna pozornosti tudi njegova stališča o aktualnih političnih, družbenih in kulturnih vprašanj. Če je sprva do zahodne demokracije zavzemal skeptično držo, se je v začetku 20-ih preobrazil v prepričanega zagovornika Weimarske republike. Pod nacistično vladavino je leta 1933 emigriral v Švico in leta 1939 v ZDA, katerih državljanstvo je sprejel leta 1944. Od leta 1952 je znova živel v Švici.

## Življenje

### Od 1875 do 1913

#### Zgodnja leta
Thomas Mann je bil drugi sin trgovca in Lübeškega senatorja Thomasa Johanna Heinricha Manna. 11. junija 1875 je prejel evangeličanski krst v Marijini cerkvi v Lübecku. Njegova mati Julia (rojena da Silva-Bruhns) je bila po materini strani brazilskega porekla, po poreklu med nemškim ekonomskim priseljencem in sicer premožnim brazilskim kmetom. Oče jo je poslal v internat v Nemčijo, kjer se je kasneje poročila. Iz te zakonske zveze so se poleg brata Heinricha (1871–1950) rodili še otroci Julia (1877–1927, samomor), Carla (1881–1910, samomor) in Viktor (1890–1949). Družina je štela med najvišje kroge v Lübecku. Svoje otroštvo je Thomas Mann pozneje označil kot »negovano in srečno« (»gehegt und glücklich«).
Leta 1891 mu je oče umrl za rakom na sečilih. V svoji oporoki je odredil, naj se podjetje in hiša v Lübecku prodata. Izkupiček je bil vložen v naložbe, obresti od tega pa so pripadle materi in otrokom za njihovo preživljanje.
Po devetih letih šolanja je leta 1894 v Lübecku opravil – z vseskozi zmernim do zelo zmernim uspehom – malo maturo, ki je bila sicer mišljena kot zaključek šestletnega šolanja (Mann je torej ponavljal tri razrede). Svoje šolsko obdobje je občutil kot enolično. Že zgodaj je začel pisati in je v letu 1893 sodeloval s proznimi skicami in sestavki pri šolskem glasilu Frühlingssturm (Pomladni vihar). V nekem pismu, naslovljenem na Friedo L. Hartenstein, iz leta 1889, se je štirinajstletnik podpisali kot »Thomas Mann. Lirsko-dramatični pesnik«. Leta 1894 je kot dijak 7. letnika (Obersekundaner) predčasno zapustil šolo Katharineum v Lübecku in odšel v München, kamor se je že prej preselila njegova mati z brati in sestrami.
Krafft Tesdorpf, ki je bil po smrti očeta določen za skrbnika še ne polnoletnih otrok, je odločil, da naj Thomas Mann po opustitvi šole izbere meščanski poklic. Zato je Thomas sprejel mesto pripravnika v neki požarno-zavarovalniški družbi, čeprav ga je pisarniško delo dolgočasilo. Svoj pisateljski debi je imel leta 1894 z novelo Gefallen (Dopadenje ali pa Padli). Objavljena je bila v literarni reviji Die Gesellschaft (Družba), ki je že leta 1893 priobčila njegovo pesem Zweimaliger Abschied (Dvakratno slovo). Potem so mu bile ponujene nadaljnje objave v umetniški reviji Pan.
Zaradi tega prvega uspeha je leta 1895 končal s svojo zavarovalniško dejavnostjo in začel obiskovati predavanja na Tehnični visoki šoli v Münchnu, da bi se izučil za novinarski poklic. Leta 1896 je z 21 leti postal polnoleten in je mesečno prejemal po 180 mark od obresti na očetovo premoženje, kar mu je omogočilo življenje svobodnega pisatelja. Od 1895 do 1896 je napisal prispevke za nacionalšovinistični mesečnik Das Zwanzigste Jahrhundert (Dvajseto stoletje), katere uredniki je bil za kratek čas njegov brat Heinrich.

#### Prve knjižne objave
Leta 1896 je sledil svojemu bratu Heinrichu v Italijo. Julija 1897 sta se nastanila v kraju Palestrina vzhodno od Rima. Tu sta skupaj napisal Slikanico za pridne otroke (Bilderbuch für artige Kinder). Vsebovala je parodirane »umetniške pesmi« in je bila ilustrirana z lastnoročnimi risbami. Brata sta jo podarila svoji sestri Carli za birmo. Unikat je po smrti Carle pristal v lasti najmlajšega brata Viktorja, ki ga je pozneje predal otrokom Thomasa Manna. Od emigracije družine leta 1933 dalje velja za izgubljenega; od edinega skupnega dela obeh bratov so se ohranile samo pesmi, ki jih je citiral Viktor Mann v svojih spominih, in nekatere reprodukcije risb.
Thomas Mann je v Palestrini napisal nekaj novel, med drugim Mali Gospod Friedemann (Der kleine Herr Friedemann) , in začel z romanom Buddenbrookovi (Buddenbrooks).
Njegovi občasnih prispevki v mesečniku Das zwanzigste Jahrhundert so omejeni na čas urednikovanja njegovega brata Heinricha (1895–1896). Četudi članki Thomasa Manna izpadejo zmernejši kot preostali časopis, vendarle vsebujejo protijudovske stereotipe, ki jih je ob prelomu stoletja najti tudi v njegovih delih, ki jih gre dejansko označiti kot literarna. Kakega distanciranja od programa časopisa Das zwanzigste Jahrhundert takrat ni bilo.
Od leta 1898 je delal eno leto v uredništvu tednika Simplicissimus. Leta 1900 je bil kot »enoletni prostovoljec« (Einjährig-Freiwilliger) vpoklican v vojaško službo v münchenskem gardnem regimentu. Njegova vojaška kariera se je končala po treh mesecih zaradi nesposobnosti za služenje – izkušnja, ki se zrcali v sceni z zdravstvenim pregledom v Izpovedih pustolovca Felixa Krulla (Bekenntnisse des Hochstaplers Felix Krull).
Leta 1901 je bil objavljen Mannov prvi roman Buddenbrookovi. Prva izdaja v dveh zvezkih je najprej naletela na malo odziva. Druga izdaja v enem zvezku iz leta 1903 pa je nasprotno prinesla Thomasu Mannu preboj in ga naredila znanega v javnost. Nekatere osebe v knjigi imajo vzore v družinski zgodovini Mannovih, veliko stranskih oseb pa je posnetih po meščanih Lübecka. Večina portretirancev zaradi ironičnega prikaza ni bila navdušena nad tem, da se je znašla v knjigi. Kmalu je zaokrožil seznam, ki je identificiral živeče modele in katerega je neka lübeška knjigarna podeljevala svojim strankam. Odnos lübeških prebivalcev do svojega uglednega someščana je zato bil dolgo časa napet. Leta 1929, 28 let po prvem izidu, je Thomas Mann za Buddenbrookove prejel Nobelovo nagrado za književnost.
Leta 1903 se je že začelo kazati slabo razpoloženje med bratoma. Čeprav se je Thomas Mann kot pisatelj uveljavil v javnosti, se je čutil kot umetnik s strani svojega brata zapostavljen in je s svoje strani kritiziral »dolgočasno brezsramnost« v njegovih knjigah. Še posebej Heinrichov pravkar objavljeni roman Lov na ljubezen (Die Jagd nach Liebe)  je pri njem vzbudil odpor. Kontakt sicer ni bila popolnoma prekinjen in je prihajalo vedno znova do poskusov zbliževanja, toda umetniška izmenjava se je odvijala samo še v rednem dopisovanju, pri čemer je vsakokratni pisec pisma komentiral dela prejemnika. 

#### Zakon
Leta 1904 je Thomas Mann spoznal Katharino Pringsheim, ki so jo klicali Katia (hči judovskega matematika Alfreda Pringsheima in vnukinja borke za pravice žensk Hedwige Dohm), in ji začel dvoriti. V njegovih pismih in dnevnikih so bile dotlej dokumentirane le homoerotične sanjarije. Vendar svoje homoseksualnosti ni nikoli izživel, ostalo je pri navdušenju za »mladeniče«, ki je našlo svoj izraz med drugim v Buddenbrookovih (Hanno / Kai Graf Mölln), v Toniu Krögerju (Tonio Kröger / Hans Hansen), v Čarobni gori (Hans Castorp / Pribislav Hippe ) in v Smrti v Benetkah (Gustav von Aschenbach / Tadzio).
Z sklepom, da se poroči s Katio Pringsheim, se je odločil za »urejeno« življenje in se priženil v eno izmed najbolj uglednih družin Münchnu. Katia je sprva oklevala, tako da se je sklenitev zakona zavlekla do 11. februarja 1905. V svojem drugem romanu Kraljeva visokost (Königliche Hoheit) iz leta 1909 je Thomas Mann literarno obdelal čas zaroke. S Katio je imel šest otrok: Erika (1905–1969), Klaus (1906–1949, samomor), Golo (1909–1994), Monika (1910–1992), Elizabeth (1918–2002) in Michael (1919–1977, domnevno samomor).
Leta 1912 so zdravniki izrazili sum na tuberkulozo pri Katii, kar je porodilo potrebo po daljšem bivanju v sanatoriju v Davosu. Thomas Mann je bil, ko jo je tam obiskal, navdušen nad atmosfero v sanatoriju in fasciniran nad zabavnimi opisi, ki mu jih je podala njegova žena o klientih bolnišnice. Ti so ga navdihnili, da se je lotil romana Čarobna gora (Der Zauberberg), ki ga je začel leta 1913, leta 1915 prekinil delo na njem, in ga končal šele leta 1924.

### Od 1914 do 1929

#### Prva svetovna vojna
Leta 1914 se je družina Mann preselila na Poschingerstraße 1 v münchenskem mestnem predelu Herrzogpark. Ko je v istem letu izbruhnila prva svetovna vojna, je bilo veliko književnikov, ki niso oporekali naravnost evforičnemu vzdušju predvsem meščanskih krogov v Nemškem cesarstvu – prav nasprotno. Izbruh vojne so pozdravili in proslavili. Tudi Alfred Kerr, Robert Musil, Richard Dehmel in Gerhart Hauptmann so izkazovali svoje prepričanje o njeni upravičenosti.. Mnenje Thomasa Manna je prikazano v sledečih citatih.
Jörn Leonhard v svoji Zgodovini prve svetovne vojne (Geschichte des Ersten Weltkriegs) citira spomine otrok na očetove besede, da »se bo sedaj tudi precej pojavil ognjeni meč na nebu«, in njegov spomin na Leva Tolstoja, »predstavnika radikalnega nenasilja« (Leonhard ): »Čudno, toda ko bi bil starec še živ, mu ne bi bilo treba narediti ničesar, le biti tam, v Jasni Poljani – to (verjetno mišljena vojna) se potem ne bi zgodilo – ne bi se drznilo zgoditi.«
Thomas je pisal svojemu bratu Heinrichu: »Osebno sem se pripravil na popolno spremembo materialnih osnov mojega življenja. Če bo vojna dolgo trajal, bom s precejšnjo gotovostjo bil to, čemur pravijo 'uničen'«. In pozneje nadaljuje: »V božjem imenu! Le kaj to pomeni v primerjavi s pretresi, posebno duševnimi, ki jih morajo taki dogodki v velikem imeti za posledico! Mar ne bi moral človek biti hvaležen za povsem nepričakovano, da sme doživeti tako velike reči?« Thomas Mann je dojemal vojno v načelu za nujno, vendar je v njegovih očeh bilo potrebno, da se »najbolj zavrženo policijsko državo na svetu«, caristično Rusijo, »uniči«.
V svojih Mislih o vojni (Gedanken im Kriege) – refleksije na temo vojne – je književnik branil svoje militaristične stanovske kolege. Stik z Heinrichom, ki se je tako kot Stefan Zweig, Hermann Hesse, Arthur Schnitzler in Romain Rolland zoperstavil dogajanju, je medtem popolnoma pretrgal. V svojem obsežnem delu Razmišljanja nekega nepolitičnega človeka (Betrachtungen eines Unpolitischen) podrobno obravnava duhovne tokove med vojno, v katerem je, na koncu sicer neuspešno, poskušal opredeliti razliko med nemškim »duhom« in francosko »civilizacijo«. Njegovemu pojmovanju, ki ga ima kot umetnik, tvori nasprotje njegov brat Heinrich kot »civilizacijski literat« (Zivilisationsliterat).
Že kmalu po izidu (konec 1918) pa je vendar sledilo Mannove čedalje močnejše distanciranje od te faze njegove politične misli.

#### Weimarska republika
Umor zunanjega ministra Waltherja Rathenaua 24. junija 1922 je soizzval Mannovo odločitev, da se javno zavzame za Weimarsko republiko in njene vrednote. S svojim govorom O nemški republiki (Von deutscher Republik) se je prvič izpostavil kot politični opozorilni glas in zagovornik nove državne oblike. Demokracija in humanost, tako Mann, sta eno, in ker naj bi človek sledil načelu humanosti, mora stremeti po demokratičnem življenju skupnosti. Postal je tudi član liberalno-demokratske Nemške demokratske stranke. Vstopil pa je tudi v odbor Panevropske unije.
Leta 1924 je pisatelj objavil roman Čarobna gora. Bil je nemudoma velik uspeh. Temu sta sledila Nered in zgodnja bol (Unordnung und frühes Leid)  ter O zakonu (Über die Ehe). Leta 1925 je začel z delom na tetralogiji Jožef in njegovi bratje (Joseph und seine Brüder). Kot model za Jožefove poteze so služili mladeniči, od katerih se je pisatelj čutil uročenega. Tudi sedemnajstletni Klaus Heuser († 1994), sin Wernerja Heuserja in prijatelj njegovih otrok, ki ga je Thomas Mann spoznal leta 1927 v kraju Kampen na otoku Sylt in o katerem je napravil zabeležko, da je »po človeški presoji poslednja strast« (nach menschlichem Ermessen letzte Leidenschaft), je utegnil biti vtkan v lik Jožefa.
Thomas Mann je kot ustanovni član pesniške sekcije pri Pruski akademiji umetnosti neposredno sodeloval pri poskusih dvigniti ugled literature. Še posebej je nastopil proti takrat veljavnemu Zakonu za obvarovanje mladine pred pogrošnimi in umazanimi spisi, ki je omejeval pisateljsko svobodo. V karikaturi z naslovom »Pesniška akademija pri delu« (Die Dichterakademie arbeitet) je Thomas Mann, skupaj z drugimi, izpostavljen posmehu kot prepisovalec Gerharta Hauptmanna: tam se vidi, kako gleda naturalističnemu pisatelju čez ramo, sam s papirjem in svinčnikom v roki.
V nekem govoru v münchenski koncertni dvorani 30. novembra 1926 je Thomas Mann kar najostreje pokritiziral kulturno dejavnost v Münchenu. Mesto se je hitro odzvalo in vzpostavilo odbor za promoviranje literature – že v začetku leta 1927 je bil Thomas Mann skupaj z Catherino Godwin, Hansom Ludwigom Heldom, Hansom von Gumppenbergom, Emilom Preetoriusom, Petrom Dörflerjem in Wilhelmom Weigandom imenovan v novoustanovljen literarni svet mesta München. Po Gumppenbergovi smrti leta 1928 je bil na njegovo mesto nastavljen Benno Rüttenauer. Svet je podpiral književnike z dodeljevanjem subvencij za stroške tiskanja kot tudi z leta 1928 na Mannovo pobudo ustanovljeno pesniško nagrado mesta München. Če je Thomas Mann na začetku še imel zaupanje, pa je od leta 1929 dalje postajal vpliv politične desnice vse bolj opazen in je mogel s svojimi predlogi vse redkeje prodreti.

### Nobelova nagrada leta 1929
Nobelova nagrada za književnost ni bila za Manna nobeno presenečenje. Že več let poprej se je ugibalo, da bi jo prav on lahko dobil, sam pa je že leta 1927 upal na to. Popoldne 12. novembra 1929 je prejel novico iz Stockholma. Bil je osupel, da se je odbor skliceval praktično samo na njegov prvi roman. Za to je bil odgovoren stockholmski vplivnež, Šved Fredrik Böök, ki romanu Čarobna gora ni hotel izkazati nobenega spoštovanja in ga je večkrat raztrgal. Nagradni sklad je znašal 200.000 tedanjih mark (Reichsmark). Del je Mann porabil za odplačilo dolga svojih otrok Klausa in Erike po njunem potovanju po svetu. Poleg tega je bila iz tega financirana gradnja poletne hišice v Niddenu, danes Nida na litvanskem delu Kurske kose, ki jo od leta 1996 dalje vzdržujejo kot kulturni center Thomasa Manna, ter dva avtomobila, preostanek pa je bil naložen. Že v Stockholmu je nek novinar Mannovim predlagal, naj denar »pustijo stati zunaj« (draußen stehenzulassen), vendar niso razumeli, zakaj. Ko so se leta 1933 izselili iz Nemčije, so izgubili velik del svojega premoženja, posebej nepremično in stvarno premoženje.

### Od 1930 do 1944

#### Nemški nagovor
Volitve v državni zbor leta 1930 so nacionalsocialistom prinesle ogromen porast glasov. Thomas Mann, ki je tako kot mnogi drugi skeptiki naraščajoči politični vpliv stranke NSDAP opazoval z nezaupanjem, se je odločil za Apel na razum (Ein Appell an die Vernuft), to je govor, ki ga je podal 17. oktobra 1930 v Beethovnovi dvorani Berlinske filharmonije in ki se je zapisal v zgodovino kot »Nemški nagovor« (Deutsche Ansprache). Med prevladujoče republikansko in socialdemokratsko občinstva so se pomešali Arnolt Bronnen, brata Ernst in Friedrich Georg Jünger in približno ducat nacistov, ki so poskušali motiti z medklici. Vendar jim to ni uspelo.
Thomas Mann je nacizem s prozaično neposrednostjo poimenoval »ogromen val ekscentričnega barbarstva in primitivne množično-demokratične sejmarske grobosti z množično šaro, zvončkljanjem s stojnic, alelujami in derviševskim ponavljanjem enoličnih krilatic, dokler nima vse pene okoli ust«. Vprašal je, ali je to nemško in ali je »želeno podobo primitivnega, čistokrvnega, na srcu in umu preprostega, s petami tleskajočega, modrooko poslušnega in strumnega poštenjakarstva, to popolno nacionalno preproščino pri zrelem, mnogo izkušenem kulturnem narodu kot je nemški« mogoče sploh uresničiti. Aplavz v dvorani je bil velik, vendar ni prodrl izven dvorane. Thomas Mann je štel med najpomembnejše ugledne nasprotnike nacionalsocializma.
V februarju 1933 je bila 50. obletnica smrti Richarda Wagnerja. Mann je prejel več vabil, da bi ob tej priložnosti imel predavanj. 10. februarja je imel najprej predavanje (Trpljenje in veličina Richarda Wagnerja) v Auditoriumu Maximumu na Univerzi v Münchnu, da bi se naslednjega dne s svojo ženo podal na daljše potovanje v tujino: predavateljska turneja ju je vodila v Amsterdam, Bruselj in Pariz, potem so sledile zimske počitnice v Arosi v Švici. Ne v najmanjši meri zaradi pritiskov Erike in Klausa Manna se s tega potovanja nista imela več vrniti v München. Ko so bili vsi člani pesniške sekcije Pruske akademije umetnosti pozvani, da podajo vdanostno izjavo nacionalsocialistični vladi, je Thomas Mann v pismu z dne 17. marca 1933, naslovljenem na predsednika akademije Maxa von Schillinga, naznanil svoj odstop.
Na dan nacističnega požiga knjig, 10. maj 1933, je bil Thomas Mann odstranjen iz münchenskega literarnega sveta. Njegovim delom je bilo prizanešeno s požigom, ne pa tudi delom njegovega brata Heinricha in njegovega sina Klausa.

#### Prva leta v izgnanstvu
Odločitev obrniti hrbet Nemčiji za Manna ni bila lahka. Med drugim so morali za seboj pustiti svoje stvarno premoženje. Vendar ni prišlo do finančnih težav, ker je družina še pravočasno mogla prenesti znaten del stockholmske denarne nagrade in pa gotovine iz Nemčije v Švico. Založnik Thomasa Manna ga je roteče prosil, naj Nemcev v tej težki uri ne pusti samih, in se izrekel za pripravljenega, da bo še naprej objavljal njegove novitete.
Prva postaja v izgnanstvu je bila Sanary-sur-Mer v Franciji. Thomas Mann je tukaj prestal depresijo, ki jo je bržda sprožila iztrganost iz domačega okolja. Naposled so se Mannovi preselili v Švico in so prebivali v Küsnachtu v bližini Züricha. Pisateljeva svoboda gibanja se je skrčila, ker je njegov nemški potni list potekel in so nacisti njegovo podaljšanje pogojevali z Mannovo osebno navzočnostjo v Münchnu. Tam je nanj že čakala ukaz za preventivno priprtje. Postopek za odvzem državljanstva, ki je od avgusta 1933 dalje zadel vse izseljene prominentne osebnosti, je bil v njegovem primeru najprej zadržan. Vendar pa je finančna uprava izrabila priložnost, da je v Münchnu zaplenila njegovo hišo vključno z inventarjem. Sklicevali so se na založniške pogodbe, iz katerih naj bi izhajal znaten pisateljev davčni dolg iz let 1929–1930.
Leta 1934 in 1935 sta Mannova prvikrat in drugikrat odpotovala v Združene države Amerike. Američani so se zanimali za uglednega pisatelja in mu odobrili vstop brez veljavnega potnega lista. Svoj šestdeseti rojstni dan je Thomas Mann praznoval v Küsnachtu, Švicarji so ga veličastno proslavili. 19. novembra 1936 mu je bilo na njegovo prošnjo v češkoslovaškem konzulatu podeljeno češkoslovaško državljanstvo. V dnevniku je o tem na kratko zabeležil: »Nenavaden dogodek«. Nekaj tednov kasneje mu je bilo – skupaj z njegovo ženo Katio in otroci Golom, Elizabetho in Michaelom odvzeto nemško državljanstvo. Postopek za odvzem državljanstva je glede na izsledke neke neodvisne zgodovinske komisije olajšalo stališče tedanjega poslanika Ernst von Weizsäcker, ki se je v maju 1936 v pismu iz Berna izrekel v prid temu, ker naj bi Thomas Mann poleg »posmehljivih opazk izvajal v tujini sovražno propagando proti rajhu«. Istočasno je Univerza v Bonnu Mannu odvzela častni doktorat, ki mu je bil podeljen leta 1919.
V 30-ih letih je književnik tudi šestkrat obiskal Madžarsko in tam prebival med drugim pri grofu Lajos Hatvanyju v Hatvanu pri Budimpešti. Tu je večkrat objavil besedila v madžarskem, leta 1854 ustanovljenem, nemškojezičnem časopisu z imenom Pester Lloyd, tako tudi leta 1936 esej Pozor, Evropa! (Achtung, Europa!).
V svoji osebni korespondenci je v tem času izrazil svoje upe glede uspeha vlad Ljudske fronte v Franciji (Front populaire) in v Španiji (Frente Popular). Označil je tudi Stalinovo ustavo iz 1936 kot »sprejemljivo«.

#### »Kjer sem jaz, je Nemčija«
Dokončna preselitev Thomasa Manna in njegove družine v ZDA je časovno sovpadal z Berchtesgadenskim sporazumom, ki je imel marca 1938 privesti do priključitve Avstrije k Nemčiji. Ob prihodu v New York 21. februarja 1938 so ga zato poročevalci prosili za stališče o tem razvoju dogodkov in ga vprašali, če občuti izgnanstvo kot težko breme. Njegov odgovor je bil objavljen naslednji dan v New York Times:
»Težko je prenašati. Toda kar stvar olajša, je predočitev zastrupljenega ozračja, ki vlada v Nemčiji. To olajša stvar, ker človek v resnici ničesar ne izgublja. Kjer sem jaz, je Nemčija. Nosim svojo nemško kulturo v sebi. Živim v stiku s svetom in nase ne gledam kot na padlega človeka.«
Prva postaja v izgnanstvu v ZDA je bila Princeton. Thomas Mann je na tamkajšnji univerzi prejel, po posredovanju njegove pokroviteljice Agnes E. Meyer, mesto gostujočega profesorja. V njegovem učnem načrtu so bila štiri predavanja s samoizbranimi temami: Goethejev Faust, Wagner, Freud in uvod v Čarobno goro.
Prvo leto v Združenih državah Amerike se je končalo uspešno. Bil je finančno preskrbljen, njegova dela so se dobro prodajala, odpravil se je na nekaj bralnih turnej, se srečal s pomembnimi osebnostmi in prejel pet častnih doktoratov (Harvard, Yale, Columbia, Rutgers in Princeton). 6. junija 1939 se je odpravil na svoje za nekaj časa zadnje potovanje v Evropo. Ob istem času je delal na svojem romanu o Goetheju, ki ga je dokončal v oktobru 1939 in ki je bil objavljen še istega leta pod naslovom Lotte v Weimarju (Lotte in Weimar).

#### Nemški poslušalci!
Izbruh druge svetovne vojne 1. septembra 1939 je povzročil pretres doma in v tujini in spodbudil Thomasa Manna, ki se je ravno mudil na Švedskem, k številnim dejanjem. Bil je član več odborov, ki so podpirali emigrante, med drugim Unitarjanski dobrodelni odbora (Unitarian Service Committee) in Odbor za judovske in krščanske begunce (Committee for Jewish and Christian Refugees). Oktobra 1940 se je začel s pisanjem besedil za svojo radijsko oddajo Nemški poslušalci! Njegovi opozarjajoči in čustveno poudarjeni nagovori, ki so bili sicer oddajani v mesečnih presledkih, so bili od marca 1941 dalje posneti na plošče v Kaliforniji in poslani z letalsko pošto v New York. Po kablu so jih od tam prenesli v London, kjer je BBC oddajal pet- do osem minutne posnetke preko dolgih valov tudi na območju nemškega rajha. Zavezniki so te poskuse, da bi od zunaj razbili monopol nemškega radia, vključevali v svojo splošno politiko informiranja in propagando nasproti Tretjemu rajhu in njegovemu prebivalstvu.
Prihodke od oddaje je Mann daroval Britanskemu vojnemu skladu za pomoč (British War Relief Fund). Enega izmed njegovih najbolj znanih nagovorov je predstavljala oddaja z dne 14. januarja 1945:
»Ko bi bila ta vojna pri koncu! Ko bi bili najprej odstranjeni grozni ljudje, ki so Nemčijo pripeljali semkaj, in bi lahko človek začel misliti na ponovni pričetek življenja, na očiščenje ruševin, notranjih in zunanjih, na postopno obnovo, na razumno spravo z drugimi narodi in na dostojno skupno življenje z vami! – Ali je to, kar želite? Ali s tem izražam vaše hrepenenje? Tako verjamem. Siti ste že smrti, uničenja, kaosa, pa naj je najskrivnejše v vas začasno še tako hrepenelo po tem. Želite red in življenje, nov življenjski red, kakor koli temačen in težak se bo izkazoval v prihodnjih letih.«
Mann si ni slučajno izbral tak apokaliptični izrazni način. Vendar pa je iz Hitlerja in njegovih kasneje kot »paladini« poznanih pomočnikov delal v ujedljivih delih radijskih nagovorov tudi komične figure, da bi se izognili premočnemu demoniziranju: »No torej, vojna je strašna, toda prinaša prednost, da Hitlerje odvrača od tega, da bi imeli govore o kulturi.«
Thomas Mann je bil eden izmed redkih v javnosti dejavnih nasprotnikov nacizma, v katerega se je nemško diktator v svojih hujskaških govorih poimensko vtaknil. Mann se je oddolžil z namigovanji na retorične šibkosti Führerja in poudaril pravilnost svojih napovedi:
»Nemški poslušalci! [...] Poskušal sem s svojimi šibkimi močmi zadržati, kar je moralo priti [...] – Vojno, za katero vaši lažnivi voditelji nalagajo krivdo Judom in Angležem in prostozidarjem in Bog ve še komu, medtem ko je bila nezaslepljenim gotova že od tistega trenutka dalje, ko so ti prišli na oblast in začeli izgrajevati mašinerijo, s katero so nameravali poteptati svobodo in pravico.«
Radijske oddaje, ki so postale znane pod imenom »Nemški poslušalci!«, so nudile po vojni v Nemčiji veliko snovi za razprave. Medtem ko so eni trdili, da je Thomas Mann v svojih govorih sugeriral kolektivno krivdo vseh Nemcev, so drugi zastopali mnenje, da je bil zgolj zelo oster do mentalitete Weimarske republike in družbene klime v prvih letih nacizma.

#### Življenjska spoved
Leta 1941 so se Mannovi preselili v Pacific Palisades, severno od Los Angeles v Kaliforniji, med Santa Monico in Malibujem. Najprej so živeli v najeti hiši v ulici Amalfi Drive, preden so se mogli vseliti v posebej za to zgrajeno domovanje v ulici San Remo Drive. Thomas Mann je dobil ameriško državljanstvo šele 1944.
V letih med 1943 in 1947 –  s prekinitvijo leta 1946 ob težkem obolenju zaradi pljučnega raka, ki je bilo operativno zdravljeno v Chicagu – je Mann delal na Doktorju Faustusu (Doktor Faustus). V pripravi za ta projekt je študiral muzikološke učbenike in biografije od Mozarta, Beethovna, Berlioza, Huga Wolfa tja do Albana Berga. Vzpostavil je kontakt s sodobnimi skladatelji, kot so Stravinski, Hanns Eisler in Arnold Schönberg, da bi se dal poučiti v glasbeni kompoziciji. Še posebej veliko pa se je naučil od Adorna, ki je v tistem času živel v soseščini. Ta mu je rad in izčrpno svetoval, o čemer Thomas Mann sam piše v svojem avtobiografskem poročilu Nastanek Doktorja Faustusa - Roman nekega Romana (Die Entstehung des Doktor Faustus – Roman eines Romans) in o čemer poroča tudi Katia Mann v njenih Nezapisanih spominih. Dokumentarno in historiografsko gradivo o Luthrovem času in Tridesetletni vojni je prav tako spadalo k predpripravi na roman kakor tudi Grimmelshausen, zbirka pregovorov iz srednjega veka in strokovna literatura o Nietzscheju. Knjigo je označil za svojo »življenjsko spoved« (Lebensbeichte) in napisal 21. oktobra 1948 Paulu Amannu: »Zeitblom je parodija mene samega. V Adrianovem življenjskem razpoloženju je več mojega lastnega razpoloženja, kot bi človek moral misliti – in mora misliti.«
V Kaliforniji je Mann našel pot do severnoameriških Unitarijancev, katerih član je naposled postal. Thomas Mann – po poreklu luteranec – je Unitarijance cenil predvsem kot versko skupnost brez dogmatskih temeljev, kjer je bil bliže krščansko usmerjenemu unitarijanstvu kot novejšim humanističnim pristopom. Mann je tudi nastopil kot gostujoči govornik za prižnico in je poskrbel, da so vnuka Frida in vnukinjo Angelico krstili spomladi leta 1942 v Prvi Unitarijanski cerkvi (First Unitarian Church) v Los Angelesu, kjer je nastopil v vlogi botra.

### Od 1945 do 1955

#### Thomas Mann in povojna Nemčija
Ko so nekateri časopisi po vojni Thomasa Manna omenjali kot možnega prvega predsednika Zvezne republike Nemčije, je ta predlog vznemirjen zavrnil, vendar je samozavestno s pridihom ironije menil: »Imam določen knežji talent za uradno nastopanje – kadar sem do neke mere svež.« Ali je idejo, da prevzame funkcijo, kdaj resno vzel v razmislek, je vprašljivo, kajti Mann sam je zabil klin med sebe in vplivne literarno-publicistične kroge v povojni Zahodni Nemčiji: v svojem odprtem pismu »Zakaj se ne vrnem v Nemčijo« je zastopal tezo o kolektivni krivdi Nemcev. Grozilna pisma in uničujoče kritike njegovega Doktorja Faustusa so bila posledica tega. Bombardiranje nemških mest v drugi svetovni vojni je komentiral z besedami: »Vse je treba plačati.« Miniti je moralo nekaj let, preden se je v zahodnonemški javnosti spet vzpostavil bolj spravljiv odnos do Thomasa Manna.

#### Vrnitev v Evropo
Glede politike ZDA je bil Thomas Mann po smrti ameriškega predsednika Franklina D. Roosevelta leta 1945 in še posebej od začetku hladne vojne leta 1947 dalje čedalje bolj razočaran. Njegova odločitev, da se vrne v Evropo, se je utrdila, ko ga je junija 1951 predstavniški dom v Kongresu označil kot »enega od vodilnih zagovornikov na svetu v prid Stalina in njegove združbe« (one of the world’s foremost apologists for Stalin and company). Moral je (kot že prej nemška emigranta Hanns Eisler in Bertolt Brecht) podati zagovor glede svojih aktivnosti pred Odborom predstavniškega doma za protiameriško dejavnost (House Un-American Activities Committee). Natanko eno leto kasneje, junija 1952, sta se Mannova s hčerko Eriko vrnila nazaj v Švico, kjer so sprva živeli v najeti hiši v Erlenbachu pri Zürichu, od leta 1954 dalje pa v kupljeni vili v Kilchberg, na Alte Landstraße 39, nad Züriškim jezerom.
Že leta 1949 ob praznovanju 200. obletnice Goethejevega rojstva je Thomas Mann prišel na obisk v Nemčijo. Obiskal je Frankfurt (v triconi) in Weimar (v sovjetskem zasedbenem območju), kar je zahodnonemška javnost opazovala z nezaupanjem, Thomas Mann pa je to komentiral s stavkom: »Ne poznam nobenih con, moj obisk velja Nemčiji sami, Nemčiji kot celoti, in nobenemu zasedbenemu območju.« V Frankfurtu je prejel zahodnonemško Goethejevo nagrado. V Weimarju je srečal Johannesa Roberta Becherja, predsednika Kulturne zveze in poznejšega ministra za kulturo NDR, kot tudi sovjetskega polkovnik Tjulpanova, vodjo uprave za informacije pri Sovjetski vojaški administraciji v Nemčiji, in podeljena mu je bila vzhodnonemška Goethejeva nacionalna nagrada. Celo pot, ki ga je vodila tudi v Stuttgart in v uničeni München, je stal pod policijskim varstvom, ker se je pred tem pojavilo nekaj grozilnih pisem. Na koncu pa je bil vendarle navdušeno sprejet in njegov frankfurtski govor »Goethe in demokracija« (Goethe und die Demokratie) so prenašali iz Pavlove cerkve prek zvočnikov na prostor pred cerkvijo, kjer so stali še nadaljnji poslušalci. Denarno nagrado od Frankfurtske počastitve je Thomas Mann daroval za pisatelje brez sredstev, vsoto od weimarske nagrade pa za obnovo tamkajšnje Herderjeve cerkve.
Nemški obiski iz Švice so postali stalnica. Thomas Mann je 1953 sprejel častno predsedovanje Nemški Schillerjevi fundaciji v Weimarju (NDR). Leta 1954 je nadaljeval leta 1909 začeto delo na romanu Izpovedi pustolovca Felixa Kulla – ta je na koncu, zaradi njegove bližnje smrti, ostal fragment.
Ob 150. obletnici smrti Friedricha Schillerja leta 1955 je Mann objavil esej »Poskus o Schillerju« (Versuch über Schiller) in oddržal ob slovesnostih dva govora; najprej v Stuttgartu (ZRN) in 14. maja 1955 v Weimarju (NDR). Tega dne mu je bila podeljena listina za častnega člana Nemške akademije umetnosti.
Šest dni kasneje, 20. maja 1955, je poslednjikrat obiskal svoje domače mesto Lübeck in v okviru tega postanka prejel počastitev častnega meščana. V svojem zahvalnem govoru je omenil svojega očeta, nekdanjega senatorja mesta: »Lahko že rečem, njegova podoba je bila vedno v ozadju vsega mojega početja, in vedno sem obžaloval, da sem mu v času njegovega življenja mogel vzbuditi tako malo upanja, da bi utegnilo iz mene na tem svetu nastati še kaj spodobnega. Toliko globlje je zadoščenje, s katerim me napolnjuje to, da mi je bilo dano mojemu poreklu in temu mestu, pa čeprav na nenavaden način, napraviti nekaj časti.«
Julija 1955 se je par mudil v nizozemskem obmorskem letovišču Noordwijk. 18. julija je Thomas Mann svoji ženi prvič omenil trgajočo bolečino v levi nogi, ki da ga je pred kratkim prešinila, zdaj pa mu pričenja biti nadležna. Poklicani zdravniki so diagnosticirali trombozo nožne vene in predpisali počitek v postelji. 23. julija je sledila predčasna vrnitev v Zürich za nadaljnjo zdravniško obravnavo. V tamkajšnji kantonalni bolnišnici je nastopilo, nenazadnje spričo vztrajne skrbi njegove žene Katie, kratkoročno izboljšanje njegovega stanja. Poln veselega pričakovanja glede svoje vrnitve v Kilchberg je pisal Theodorju W. Adornu: »Pazienza! To je vendar čas čarobne gore, v katerega sem vstopil.« Vendar pa je v nekaj dneh sledilo stalno poslabšanje. Izgubil je na teži in čedalje bolj je trpel zaradi slabega krvnega obtoka. Dne 12. avgusta 1955 je Thomas Mann umrl v 80. letu starosti v züriški kantonalni bolnišnici zaradi raztrganja spodnje trebušne aorte (aorta abdominalis) kot posledice ateroskleroze.
Na pogrebu na kilchberškem pokopališču 16. avgust so se pojavili številni žalujoči iz tuzemstva in inozemstva. Kot eden od dolgoletnih spremljevalcev pokojnika je Carl Zuckmayer v svojih Besedah slovesa (Worte des Abschieds) zapisal: »Na tej krsti je obmolknilo mnenje dne. Izpolnilo se je življenje, ki je bilo posvečeno eni sami vsebini: delu nemškega jezika, nadaljnemu obstoju evropskega duha.«

## Pripovedno delo in stilistične posebnosti
Thomas Mann se je navezal na pripovedne tehnike 19. stoletja, predvsem na širokopotezne geste Tolstoja in na simbole in lajtmotive v delu Theodorja Fontaneja in Richarda Wagnerja. Značilni za prozo Thomasa Manna sta ironija in »vedra dvoumnost« (heitere Ambiguität, iz dnevnika 13. oktobra 1953). Do Čarobne gore (1924) sta prevladovala oster psihološki pogled in pronicljivost. Nato, v »drugi polovici« celotnega opusa (Thomas Mann 29. marca 1949 Hermannu Ebersu), so bili upodabljani mitološki motivi in verske teme. Poleg tega je Thomas Mann zapustil pomembno esejistično ustvarjanje. Njegov z odvisniki in vstavki močno zapleten pripovedni način ohranja ritem in ravnotežje, jezik in ton sta prilagojena vsakokratni tematiki.
Thomas Mann je napisal osem romanov zelo različnega obsega:
- Že s svojim prvim romanom, Buddenbrookovi, je ustvaril delo na nivoju svetovne književnosti, za katero mu je bila leta 1929 podeljena Nobelovo nagrada; v njem je obdelal zgodovino svoje družine kot zgodovino propada meščanstva in ovekovečil svoje rodno mesto Lübeck, ne da bi ga omenil po imenu.
- Roman Kraljeva visokost je bil zasnovan kot avtobiografska pravljica.
- Roman Čarobna gora, ki ob podelitvi Nobelove nagrade ni bil omenjen, čeprav je do njegove objave prišlo že pet let prej, je bil načrtovan kot humoren pendant k Smrti v Benetkah, s svojo fascinacijo nad ljubeznijo in smrtjo. Podobno kot v Buddenbrookovih je v njem, v nasprotju s klasičnim razvojnim romanom, umetniško upodobljena zgodba o propadu; toda sedaj ne več s pozicije romantično-nostalgične ironije, pač pa iz kritično-ironične drže. V dialogih in razpravah romanesknih likov se pojavlja prodorna diagnoza časa.
- Tetralogijo Jožef in njegovi bratje je Thomas Mann štel za svoje najpomembnejše delo. Nastala je v letih med 1926 in 1943, s pravi večinoma med obdobjem nacionalsocializma. Mann je želel z njo ustvariti na starozavezni pripovedi o Jožefu (Genesis 37-50) temelječ protiep k nordijsko-mračnemu mitu o Nibelungih Richarda Wagnerja. Hkrati je v liku Jožefa, ki je v Egiptu prišel do gospostva, postavil spomenik z njegove strani občudovanemu predsedniku Amerike, Franklinu Delanu Rooseveltu.
- Lotte v Weimarju. Roman o Goetheju je nastal med tretjim in četrtim zvezkom tetralogije o Jožefu. Prikazuje poznejše ponovno srečanje (1816) med Goethejem in Charlotte Kestner, rojeno Buff, Wertherjevo Lotte, iz različnih zornih kotov, ne nazadnje z vidika Goetheja, v čigar notranji monolog proti koncu romana pusti Thomas Mann, da se stečejo aspekti njegovega lastnega pogleda na umetnost in življenje, na ljubezen in duha.
- Roman Doktor Faustus je nastal med letoma 1943 in 1947. V njem slika pripovedovalec Serenus Zeitblom, na ozadju druge svetovne vojne, življenjsko zgodbo skladatelja Adriana Leverkühna, katera ga simbolično postavlja v zvezo z nemško zgodovino. Biografija o Nietzscheju je priskrbela snov, Theodor W. Adorno pa muzikološke podlage, predvsem podlago za opis sodobne dvanajsttonske glasbe.
- Starostno delo Izvoljenec je najkrajši roman Thomasa Manna in živi iz napetosti med srednjeveško legendo, ki jo je upodobil Hartmann von Aue v verznem epu, ter njeno moderno predstavitvijo.
- Roman Izpovedi pustolovca Felixa Krulla, ki je ostal fragment, je neke vrste pikareskni roman in zaseda vlogo izjeme v literatovem opusu.

Med številnimi novelami gre posebej izpostaviti sledeče: Tristan, Tonio Kröger, Smrt v Benetkah ter Mario in čarovnik.
Dela književnika (razen Razmišljanj nekega nepolitičnega človeka, ki so nastala v času prve svetovne vojne in jih gre glede na avtorjevo mnenje tako ali tako gledati kot »zablodo«) imajo naslednje skupne značilnosti:
- Že omenjen, za Thomasa Manna značilen, med bralci zelo priljubljen »resnobno-hudomušen« (gravitätisch-verschmitzten) slog s svečanostjo navzven in z ironičnim humorjem v ozadju, večinoma dobrohoten, nikoli drastičen in le poredkoma zapadajoč v mračnost. Ta ironija je v Buddenbrookovih ublažena v smeri domačnosti preko nizkonemških narečnih vložkov. V Doktorju Faustusu Thomas Mann glede na vojne grozote ubere pretežno resne tone, čeprav tudi tam kritična ironija ne stopi popolnoma v ozadje.
- Navezanost na domovino: Lübeck (Buddenbrookovi, Tonio Kroger), München (Gladius Dei, Pri preroku (Beim Propheten), Nered in zgodnja bol (Unordnung und frühes Lei), Davos (Čarobna gora) oziroma Nemčija na sploh (Doktor Faustus) stojijo v ospredju teh pomembnih del.
- Glasba že v Buddenbrookovih in v Tristanu igra osrednjo vlogo, medtem ko v Doktorju Faustusu sploh glavno vlogo.
- Homoerotični vidiki zaznamujejo predvsem pripoved Smrt v Benetkah.
- Ključno za Thomasa Manna je vzajemen odnos med umetnostjo in področjem gospodarstva.
- Skrbnost: Thomas Mann je zložil svoja dela vedno šele po dolgi in temeljiti raziskavi zadev.
- Politični angažma: Ta – večinoma indirekten – angažma se vleče skozi mnogo njegovih del, od Buddenbrookovih preko Maria in Čarovnika do Doktorja Faustusa. Za razliko od svojega brata Heinricha in njegovih otrok Erike in Klausa je bil Thomas Mann ob tem včasih nekoliko »gosposko iznad stvari« (vornehm über den Dingen) , medtem ko so bili ti od začetka bolj kot ne »levo« usmerjeni.

## Samozrcaljenje in recepcija

### Dnevniki
Thomas Mann je celo življenje pisal dnevnik. Po njegovi prenagli selitvi v Švico leta 1933 so dnevniki ostali v Münchnu in Thomas Mann se je bal, da bi padli v roke nacistom. Dnevnike je v Švico rešil njegov sin Golo po pustolovski akciji. Vse dnevnike iz obdobja pred marcem 1933 je Thomas Mann zažgal na vrtu svoje hiše v Pacific Palisades. Ohranili so se edinole zvezki iz obdobja od septembra 1918 do decembra 1921, ker jih je avtor potreboval za delo na Doktorju Faustusu. Še vedno obstoječi in danes že objavljeni dnevniki obsegajo časovni obdobji od septembra 1918 do decembra 1921 in od marca 1933 do julija 1955. Thomas Mann je odredil, da se zapečateni zavoji dnevnikov lahko odprejo šele 20 let po njegovi smrti.
Postopno objavljanje se je začelo leta 1975, ko se je praznovalo 100. obletnica njegovega rojstva. Temu ustrezno velika so bila pričakovanja občinstva. Ker pa se je besedilo dnevnikov izkazalo za »neliterarno« in je bilo zelo oddaljeno od jezikovnega nivoja umetniških del, se je na objavo pogosto odzvalo z razočaranjem. V osnovi to ni bilo presenetljivo, saj je Thomas Mann sam v kalifornijskem izgnanstvu napisal na svojo zbirko dnevnikov namig »Without literary value« (»Brez literarne vrednosti«), preden jo je zaupal prihodnjim rodovom. Prej je bilo osupljivo to, da si je Thomas Mann tu svoje homoerotično nagnjenje zelo jasno razodeval; kajti osrednje vloge za njegovo življenje, ki jo je Thomas Mann glede na svoj dnevnik pripisoval ljubezni do mladih moških, tega na ta način do tedaj ni bilo moč razbrati niti iz njegovih del niti iz siceršnjih poznanih izjav.
Bistven pomen dnevnikov pa ne obstoji toliko v tem, da posredujejo privatno podobo pisatelja in vpogled v njegovo psiho, temveč mnogo bolj v tem, da podajajo ozadje njegove duhovne zgodovine, dokumentirajo genezo njegovega dela in dajejo napotila glede nameravanih učinkov. Kritiki so dnevnike označili tako za brezčutne in brezbrižne kot tudi za nečimrne in narcisoidne.
V dnevniškem zapisu z dne 15. septembra 1950 se je avtor ponovno poigraval z mislijo na zažig svojih dnevnikov. Odziv še živečih družinskih članov (na objavo) je bil na splošno zadržan. Videti je bilo, da je najmlajši sin Michael Mann še posebej trpel zaradi odnosa njegovega očeta do njega, kot se je razodel v dnevnikih. Ali je njegova smrt na prehodu iz leta 1976 v 1977 povezana z njegovim delom na očetovih dnevnikih, je sporno.

### Vpliv
Življenje in delo Thomas Mann sta bila sporna ža za časa njegovega življenja in sta to ostala tudi po njegovi smrti.
Med drugim se je njegovim delom očitalo pomanjkanje genialnosti in domišljije, kar da je nenazadnje posledica njegovega način dela. Mannova dela ne izvirajo iz gole ustvarjalnosti, pač pa so pogosto rezultat dolgoletnega, vsakodnevnega, discipliniranega filigranskega dela. Opisi v njegovih delih se pogosto nanašajo na realne okoliščine, le redko so prosto izmišljeni. Inovativno združevanje le-teh, presenetljivo asociativno spletanje kot tudi natančna jezikovna izvedba tvorijo jedro Mannovega ustvarjanja in napravljajo njegova dela za to, kar se (včasih tudi nespoštljivo) označuje kot »izobražensko meščansko« (bildungsbürgerlich).
Njegov literarni uspeh, njegov konservatizem, njegov velemeščanski življenjski slog in nenazadnje njegova sposobnost za pregnantno polemiziranje so prispevali k zavisti in sovražnosti. Temu ustrezno napet je bil odnos do nekaterih pisateljskih kolegov. Robert Musil, z Mannove strani docela visoko cenjen, in Kurt Tucholsky sta ga označila za »velikega pisatelja«, Bertolt Brecht ga je imenoval »vladi zvest plačan pisar buržuazije«, Alfred Döblin pa ga označil kot gospoda, »ki hlačno gubo povzdiguje v umetniški princip«. Tudi dejstvo, da je večino svojih literarnih figur oblikoval po realnih modelih, deloma iz družinskega kroga, deloma iz kroga njegovih uglednih znancev, celo iz sredine svojih konkurentov, mu ni vedno prinašalo prijateljev. Nasprotno je vzdrževal prijateljske odnose denimo z Hermannom Hessejem, Hermannom Brochom in Jakobom Wassermannom.
Odnos Thomasa Manna do judovstva je bil ambivalenten. Sam se je vendar označeval za filosemita.
Odnos nacistov do Thomasa Manna, ki je se je že v zgodnjih 20-ih letih javno obrnil proti desno-ekstremističnim političnim tendencam v Nemčiji, po prevzemu oblasti leta 1933 sprva ni bil čisto jasen. V Münchnu so sicer zaplenili hišo in premoženje in celo izdali (tajni) »ukaz za preventivno priprtje«. Vendar je še marca 1934 smel pri berlinski založbi S. Fischer iziti roman Mladi Jožef (Der Junge Joseph), kar kaže na to, da bi bila vrnitev mednarodno priznanega nobelovca Thomasa Manna v nemški rajh skladna s konceptom vsaj nekaterih od oblastnikov v Berlinu. Thomas Mann se je zelo dolgo obotavljal, tudi ob upoštevanju interesov založbe, da bi se javno jasno pozicioniral proti režimu. Šele po tem, ko je v februarju 1936, nenazadnje zaradi močnega pritiska njegove hčerke Erike, z odprtim pismom, naslovljenim na Eduarda Korrodija v Neue Zürcher Zeitung, izvedel javen in nedvoumen prelom z nemškimi oblastniki, sta sledila odvzem državljanskih pravic in dražba hišne opreme v Münchnu, ki je ostala za njim.
Zakaj Mann nima izpričanih učencev, je bilo znanstveno osvetljeno ob 100. obletnici njegovega rojstva. Literarni učenjak Peter Pütz je jasno povzel: Mannov vpliv se kaže »ne v nasledstvu, ampak v protikonceptu« (nicht in der Nachfolge, sondern im Gegenentwurf). Thomas Mann se ni prišteval k nobeni literarni šoli ali toku: »Nikoli nisem pripadal kaki šoli ali koteriji, ki bi bila ravno takrat na vrhu, niti naturalistični niti neoromantični, neoklasični, simbolistični, ekspresionistični, ali kakor se že danes imenujejo. Zato me tudi ni nikoli podpirala kaka šola, zato so me književniki redko hvalili.«
Marcel Reich-Ranicki je povzel: »Na ducate pisateljev je izjavilo, da jim za nikogar ni bolj vseeno kot za avtorja Čarobne gore. Ampak to so zatrjevali z glasom, tresočim se od jeze in bržda tudi od zavisti.«
Walter Nigg piše o Mannovem odnosu do Nietzscheja: »Protislovna drža Thomasa Manna ni preveč presenetljiva, ker je imel manirirani pisatelj le malo vsebine v sebi. Od Buddenbrookovih pa do Izpovedi Felixa Krulla, mu ni uspel niti en korak onkraj ironične naravnanosti, drža, ki je nasproti pojavu Nietzscheja morala odpovedati.«
Več razumevanja je pokazal madžarski pisatelj Sándor Márai, ki se je ukvarjal z napetim odnosom Thomasa Manna do Nemčije: »Thomas Mann je na neki način Nemec, kot da bi to bil v Afriki: kljubovalen in zvest, hkrati tudi malo naučenega vedenja, demonstrativen, užaljen in oholo nemški. Ima nekaj od Mozarta – njegovo glasbo – in od Goetheja – njegovo vlogo – seveda tudi zelo veliko od Thomasa Manna, ki je bil rojen v Lübecku kot patricij in je zdaj Thomas Mann iz Kusnachta pri Zürichu. On se bori s tem, kar je nemškega na njem, na življenje in smrt; hoče nemško v sebi istočasno nekoliko ohraniti pri življenu in malo raniti do smrti. [...] Možno, da ni povsem idealen Nemec, vendar zagotovo najbolj iskren. [...] Kakšen konflikt! Globoko se klanjam pred njim, in včasih se mi smili, revež.«

### Počastitve
Poleg Nobelove nagrade je Mann bil deležen naslednjih počastitev:
Phi Beta Kappa, častni član 1942. Leta 1949 je postal član Ameriške akademije umetnosti in znanosti (American Academy of Arts and Sciences).
Leta 2009 so znanstveniki na Univerzi Heinricha Heineja v Düsseldorfu ustanovili še eno društvo Thomasa Manna (poleg lübeškega društva, ki obstaja od leta 1965 dalje). To želi motriti njegovo delo z interdisciplinarne perspektive. Materialno podlago za to tvori ugledna zbirka Hans-Otta Mayerja v Univerzitetni in deželni knjižnici Düsseldorf (Universitäts- und Landesbibliothek Düsseldorf).

### Poslednja beseda
Leta 1975 postavljeni spomenik Thomasu Mannu v obliki knjige, delo kiparja Ulricha Beierja, ki stoji pred zemljiščem nekdanje rojstne hiše na Breiten Straße v Lübecku, citira samega Thomasa Manna z navajanjem njegovega govora ob praznovanju 50. rojstnega dne:
»Nihče od nas ne ve, kako, na katerem mestu bo stal pred potomstvom, bo prestal preizkus pred časom. Če imam kako željo glede posmrtne slave mojega dela, potem je ta, da naj ljudje o njem pravijo, da je prijazno do življenja, čeprav ve za smrt.«

## Dela
Spodaj je podan seznam Mannovih del. Naslovi so v nemščini, v kolikor so bila ta dela že prevedena v slovenščino, so dodani še slovenski naslovi, ime prevajalca in podatki o izdajah slovenskih prevodov.

### Izdaje zbranih del
- Gesammelte Werke in zwölf Bänden. (Zbrana dela v 12 zvezkih) Izdala Akademija umetnosti Nemške demokratične republike (Akademie der Künste der DDR) (v sodelovnaju s Thomasom Mannom uredil Hans Mayer in Erich Neumann za redigiranje besedila), založba Aufbau, Berlin 1955.
- Gesammelte Werke in dreizehn Bänden. (Zbrana dela v 13 zvezkih) Uredila Hans Bürgin und Peter de Mendelssohn, založba Fischer, Frankfurt 1974.
- Große kommentierte Frankfurter Ausgabe. Werke – Briefe – Tagebücher. (Velika komentirana frankfurtska izdaja. Dela – Pisma – Dnevniki.) Uredili Heinrich Detering, Eckhard Heftrich, Hermann Kurzke, Terence James Reed, Thomas Sprecher, Hans Rudolf Vaget und Ruprecht Wimmer. V sodelovanju z Arhivom Thomas Manna pri Državni tehniški visoki šoli v Zürichu (Thomas-Mann-Archiv der ETH Zürich), 36 zvezkov. Frankfurt 2001 ff. (do sedaj izšlo 11 zvezkov).

### Romani
- Buddenbrooks – Verfall einer Familie 1901. - Buddenbrokovi. Prevedel Robert Pohar ob pomoči predhodnega prevoda Rudolfa(?) Kresala. Državna založba Slovenije, Ljubljana 1957.
- Königliche Hoheit. 1909. - Kraljeva visokost. Še ni prevedeno v slovenščino.
- Der Zauberberg. 1924. - Čarobna gora. Prevedel Janez Gradišnik. Prva izdaja: 2 zvezka, zbirka Svetovni roman, Cankarjeva založba, Ljubljana 1959. Druga izdaja: 2 zvezka, zbirka Veliki večni romani, Mladinska knjiga, Ljubljana 1997.
- Joseph und sein Brüder. - Tetralogie 1933-1943. Die Geschichten Jaakobs 1933. Der junge Joseph 1934. Joseph in Ägypten 1936. Joseph der Ernährer 1943. - Jožef in njegovi bratje. Jakobove zgodbe. Mladi Jožef. Jožef v Egiptu. Jožef, hranilec. Prevedel Janko Moder. 4 zvezki, zbirka Nobelovci, Cankarjeva založba, Ljubljana 1985.
- Lotte in Weimar 1939. - Lotte v Weimarju: roman o Goetheju in Charlotte . Prevedel Jaro Komac. Lipa, Koper 1967.
- Doktor Faustus 1947. - Doktor Faustus : življenje nemškega skladatelja Adriana Leverkühna, kakor ga pripoveduje neki prijatelj. Prevedla Mira Mihelič. Prva izdaja: 3 zvezki, zbirka Sto romanov, Cankarjeva založba, Ljubljana 1970. Druga izdaja: 2 zvezka, zbirka Sto romanov, Cankarjeva založba, Ljubljana 1986.
- Der Erwählte 1951. - Izvoljenec. Še ni prevedeno v slovenščino.
- Bekenntnisse des Hochstaplers Felix Krull. 1954. - Izpovedi pustolovca Feliksa Krulla. Prevedel Silvester Škerl. Prva izdaja: zbirka Svetovni roman, Cankarjeva založba, Ljubljana 1958. Druga izdaja: zbirka Helikon, Pomurska založba, Murska Sobota 1986.

### Povesti in novele
- Vision. Prosa-Skizze. 1893.
- Gefallen. 1894.
- Der Wille zum Glück. 1896.
- Enttäuschung. 1896.
- Der Tod. 1897.
- Der kleine Herr Friedemann. 1897. - Mali gospod Friedmann. Prevedel Hebert Grün. V Smrt v Benetkah: izbrane novele, Slovenski knjižni zavod, Ljubljana 1951.
- Der Bajazzo. 1897.
- Tobias Mindernickel. 1898. - Tobija Mindernickel. Prevedel Hebert Grün. V Smrt v Benetkah: izbrane novele, Slovenski knjižni zavod, Ljubljana 1951.
- Der Kleiderschrank. 1899.
- Gerächt. Novellistische Studie. 1899.
- Luischen. 1900.
- Der Weg zum Friedhof. 1900.
- Gladius Dei. Novelle 1902.
- Tonio Kröger. Novelle 1903. Tonio Kröger. Prevedel Hebert Grün. Prva izdaja: V Smrt v Benetkah: izbrane novele, Slovenski knjižni zavod, Ljubljana 1951. Druga izdaja: V Tri novele, zbirka Kondor, Mladinska knjiga, Ljubljana 1973.
- Tristan. Novelle 1903. - Tristan. Prevedel Darko Dolinar. V Tri novele, zbirka Kondor, Mladinska knjiga, Ljubljana 1973.
- Die Hungernden. 1903.
- Das Wunderkind. 1903.
- Ein Glück. 1904.
- Beim Propheten. 1904.
- Schwere Stunde. 1905. - Težka ura. Prevedel Hebert Grün. V Smrt v Benetkah: izbrane novele, Slovenski knjižni zavod, Ljubljana 1951.
- Anekdote. 1908.
- Das Eisenbahnunglück. 1909.
- Wie Jappe und Do Escobar sich prügelten. 1911.
- Der Tod in Venedig. 1911. - Smrt v Benetkah. Prevedel Hebert Grün. Prva izdaja: v Smrt v Benetkah : izbrane novele, Slovenski knjižni zavod, Ljubljana 1951. Druga izdaja: v Tri novele, zbirka Kondor, Mladinska knjiga, Ljubljana 1973. Tretja izdaja: Smrt v Benetkah, zbirka Ocean, Karantanija, Ljubljana, 1993. Četrta izdaja: Smrt v Benetkah, zbirka Vrhunci stoletja, Delo, Ljubljana 2004.
- Herr und Hund. Ein Idyll. 1918. - Gospod in pes : idila. Prevedla Ileana Kopčavar. Didakta, Radovljica 1990.
- Gesang vom Kindchen. Ein Idyll. 1919.
- Wälsungenblut. 1921 (Prvotna izdaja iz leta 1906 je bila umaknjena).
- Tristan und Isolde. 1923.
- Unordnung und frühes Leid. 1926. - Nered in zgodnja bol. Prevedel Andrej Hieng. V Smrt v Benetkah: izbrane novele, Slovenski knjižni zavod, Ljubljana 1951.
- Mario und der Zauberer. 1930.
- Die vertauschten Köpfe. Eine indische Legende. 1940.
- Das Gesetz. 1944.
- Die Betrogene. 1953.

### Odrska dela
- Fiorenza. 1906
- Luthers Hochzeit. 1954. (fragment)

### Eseji (izbor)
- Versuch über das Theater (1907)
- Die Lösung der Judenfrage (1907)
- Friedrich und die große Koalition (1915)
- Betrachtungen eines Unpolitischen (1918)
- Zur jüdischen Frage (1921)
- Goethe und Tolstoi (1923)
- Von deutscher Republik (1923)
- Über die Lehre Spenglers (1924)
- Theodor Fontane (1928)
- Freuds Stellung in der modernen Geistesgeschichte (1929)
- Deutsche Ansprache. Ein Appell an die Vernunft. (1930)
- Goethe als Repräsentant des bürgerlichen Zeitalters (1932)
- Goethe und Tolstoi. Zum Problem der Humanität. (1932)
- Goethes Laufbahn als Schriftsteller (1933)
- Leiden und Größe Richard Wagners (1933) – Trpljenje in veličina Richarda Wagnerja. Prevedel Simon Širca. V Spisi o Wagnerju, Založba univerze Nova Gorica, Nova Gorica 2015.
- Freud und die Zukunft (1936)
- Richard Wagner und Der Ring des Nibelungen (1937) - Richard Wagner in Nibelungov prstan. Prevedel Simon Širca. V Spisi o Wagnerju, Založba univerze Nova Gorica, Nova Gorica 2015.
- Bruder Hitler (1938)
- Ein Briefwechsel (1937)
- Vom zukünftigen Sieg der Demokratie (1938)
- Schopenhauer (1938)
- Dieser Friede (1938)
- Achtung, Europa! (1938)
- Das Problem der Freiheit (1939)
- Deutsche Hörer! (1942)
- Deutschland und die Deutschen (1947)
- Nietzsches Philosophie im Lichte unserer Erfahrung (1947)
- Goethe und die Demokratie (1949)
- Ansprache im Goethejahr 1949
- Michelangelo in seinen Dichtungen (1950)
- Der Künstler und die Gesellschaft (1953)
- Gerhart Hauptmann (1952)
- Versuch über Tschechow (1954)
- Versuch über Schiller (1955)

### Avtobiografski spisi (izbor)
- Im Spiegel (1907)
- Okkulte Erlebnisse (1924)
- Meine Arbeitsweise (1925)
- Pariser Rechenschaft (1926)
- Lübeck als geistige Lebensform (1926)
- Lebensabriß (1930)
- Ein Briefwechsel (1937)
- On Myself (1940)
- Die Entstehung des Doktor Faustus. Roman eines Romans (1949)
- Meine Zeit (1950)
- Lob der Vergänglichkeit (1952)

### Posnetki
Obstajajo naslednji posnetki na zvočnem traku, na katerih Thomas Mann recitira svoja lastna dela:
- Bekenntnisse des Hochstaplers Felix Krull. ISBN 3-89940-263-4.
- Tonio Kröger
- Das Eisenbahnunglück
- Das Wunderkind
- Deutsche Hörer! DHV Hörverlag, ISBN 3-89940-398-3.
- Versuch über Schiller
- Schwere Stunde
- Der Erwählte
- Über die Entstehung der Buddenbrooks

## Filmske upodobitve (izbor)
- 1923: Die Buddenbrooks – Režija: Gerhard Lamprecht
- 1953: Königliche Hoheit
- 1957: Bekenntnisse des Hochstaplers Felix Krull – Režija: Kurt Hoffmann
- 1959: Buddenbrooks - Režija: Alfred Weidenmann
- 1964: Tonio Kröger – Režija: Rolf Thiele
- 1965: Wälsungenblut – Režija: Rolf Thiele
- 1971: Tod in Venedig (it. Morte a Venezia)  – Režija: Luchino Visconti
- 1975: Lotte in Weimar – Režija: Egon Günther
- 1977: Unordnung und frühes Leid – Režija: Franz Seitz
- 1979: Buddenbrooks – Režija: Franz Peter Wirth (TV-nadealjevanka)
- 1982: Bekenntnisse des Hochstaplers Felix Krull (TV-nadaljevanka)
- 1982: Der Zauberberg – Režija: Hans W. Geißendörfer
- 1983: Doktor Faustus – Režija: Franz Seitz
- 1994: Mario und der Zauberer – Režija: Klaus Maria Brandauer
- 2001: Die Manns – Ein Jahrhundertroman – Režija: Heinrich Breloer
- 2008: Buddenbrooks – Režija: Heinrich Breloer
- 2009: Der Kleiderschrank pod naslovom Heiligendamm – Režija: Michael Blume

## Uglasbitve
- 1954: The Transposed Heads – opera skladateljice Peggy Glanville-Hicks
- 1973: Death in Venice – opera skladatelja Benjamin Britten
- 1986: The Transposed Heads – scenska glasba skladatelja Elliot Goldenthal

- 1996: Violinkonzert Nr. 3. Drei Porträts aus Thomas Manns »Doktor Faustus« (Violinski koncert št. 3 Trije portreti iz »Doktorja Faustusa« Thomasa Manna) - skladatelj Hans Werner Henze

### Katalogi Mannovih del
- Hans Bürgin: Das Werk Thomas Manns. Eine Bibliographie. V sodelovanju z Walter A. Reichert in Erich Neumann. S. Fischer Verlag, Frankfurt am Main 1959. (Fischer Verlag, Frankfurt am Main 1980, ISBN 3-596-21470-X).
- Georg Potempa: Thomas Mann-Bibliographie. V sodelovanju z Gert Heine, Cicero Presse, Morsum/Sylt 1992, ISBN 3-89120-007-2.
- Hans-Peter Haack: Erstausgaben Thomas Manns. Ein bibliographischer Atlas. V sodelovanju z Sebastian Kiwitt, Antiquariat Dr. Haack, Leipzig 2011, ISBN 978-3-00-031653-1

### Biografije
- Manfred Flügge: Das Jahrhundert der Manns. Aufbau Verlag, Berlin 2015, ISBN 978-3-351-03590-7.
- Klaus Harpprecht: Thomas Mann. Eine Biographie. Rowohlt-Verlag, Reinbek 1995, ISBN 3-498-02873-1.
- Hermann Kurzke: Thomas Mann. Das Leben als Kunstwerk. Beck, München 1999, ISBN 3-406-44661-2. (Fischer-Taschenbuch-Verlag, Frankfurt 2002, ISBN 3-596-14872-3.)
- Erika Mann: Das letzte Jahr. Bericht über meinen Vater. S. Fischer, Frankfurt 1993, ISBN 3-596-11581-7.
- Peter de Mendelssohn: Der Zauberer. Das Leben des deutschen Schriftstellers Thomas Mann. S. Fischer, Frankfurt. Prvi del: 1875–1918. 1975, ISBN 3-10-049402-4. Drugi del: Jahre der Schwebe. 1919 und 1933, Nachgelassene Kapitel, Register. 1992, ISBN 3-10-049405-9.
- Eike Middell: Thomas Mann. Versuch einer Einführung in Leben und Werk. Reclams Universal Bibliothek 268, Philipp Reclam jun. Leipzig 1966 (4. spremenjena izdaja 1975)
- Donald A. Prater: Thomas Mann – Deutscher und Weltbürger. Eine Biographie. Hanser, München/Wien 1995, ISBN 3-446-15363-2.
- Edo Reents: Thomas Mann. (Kratka biografija v zbirki Biographische Passionen) Claassen, München 2001, ISBN 3-546-00291-1.
- Klaus Schröter: Thomas Mann in Selbstzeugnissen und Bilddokumenten. Rowohlt, Reinbek 1964. (Nova predelana izdaja pri isti založbi 2005), ISBN 3-499-50677-7.
- Klaus Schröter: Mann, Thomas. V: Neue Deutsche Biographie (NDB). Zvezek 16, Duncker & Humblot, Berlin 1990, ISBN 3-428-00197-4, strani 43–50.
- Michael Stübbe: Die Manns. Genealogie einer deutschen Schriftstellerfamilie. Degener, Insingen 2004, ISBN 3-7686-5189-4.
- Hans Wißkirchen: Die Familie Mann. rororo Monographie, Reinbek 1999, ISBN 3-499-50630-0.
- Hans Wysling, Yvonne Schmidlin: Thomas Mann. Ein Leben in Bildern. Artemis, Zürich 1994, ISBN 3-7608-1100-0. (S številnimi upodobitvami Thomasa Manna, njegovih sorodnikov, sodobnikov, naslovnic in nekaterih faksimilov.)

### Sekundarna literatura
- Heinz Ludwig Arnold (ur.): Thomas Mann. Posebna številka literarne revije text + kritik. 2. razširjena izdaja. edition text + kritik, München 1982, ISBN 3-88377-124-4.
- Andreas Blödorn, Friedhelm Marx (ur.): Thomas Mann-Handbuch. Leben - Werk - Wirkung. Metzler, Stuttgart / Weimar 2015, ISBN 978-3-476-02456-5.
- Karl Werner Böhm: Zwischen Selbstzucht und Verlangen. Thomas Mann und das Stigma Homosexualität. Untersuchungen zu Frühwerk und Jugend. Königshausen & Neumann, Würzburg 1991, ISBN 3-88479-558-9.
- Jacques Darmaun: Thomas Mann, Deutschland und die Juden. Niemeyer, Tübingen 2003, ISBN 3-484-65140-7.
- Heinrich Detering: Thomas Manns amerikanische Religion. S. Fischer Verlag, Frankfurt am Main 2012, ISBN 978-3-10-014204-7.
- Joachim Fest: Die unwissenden Magier – Über Thomas und Heinrich Mann. Siedler, Berlin 1998, ISBN 3-442-75535-2.
- Manfred Görtemaker: Thomas Mann und die Politik. S. Fischer, Frankfurt am Main 2005, ISBN 3-10-028710-X.
- Sebastian Hansen: Betrachtungen eines Politischen. Thomas Mann und die deutsche Politik 1914–1933. Wellem Verlag, Duisburg 2013, ISBN 978-3-941820-34-0.
- Volkmar Hansen (ur.): Thomas Mann, Romane und Erzählungen. Interpretationen. Reclam, Stuttgart 1993, ISBN 3-15-008810-0.
- Erich Heller: Thomas Mann. Der ironische Deutsche. Frankfurt am Main 1959.
- Malte Herwig: Bildungsbürger auf Abwegen. Naturwissenschaft im Werk Thomas Manns. Klostermann, Frankfurt am Main 2004, ISBN 3-465-03352-3.
- Martina Hoffschulte: »Deutsche Hörer!« Thomas Manns Rundfunkreden (1940 bis 1945) im Werkkontext. Mit einem Anhang: Quellen und Materialien. Telos-Verlag, Münster, ISBN 3-933060-11-7. Recenzijo tega dela je napisal Axel Schmitt: Führer der Emigration., literaturkritik.de, Februar 2004.
- Thomas Klugkist: 49 Fragen und Antworten zu Thomas Mann. S. Fischer, Frankfurt am Main 2003, ISBN 3-10-042219-8.
- Helmut Koopmann (Hrsg.): Thomas-Mann-Handbuch. Kröner, Stuttgart 1990, ISBN 3-520-82801-4. (3. posodobjena izdaja 2001, ISBN 3-520-82803-0;v Fischer-Taschenbuch-Verlag, Frankfurt am Main 2005, ISBN 3-596-16610-1).
- Tobias Kurwinkel: Apollinisches Außenseitertum. Konfigurationen von Thomas Manns »Grundmotiv« in Erzähltexten und Filmadaptionen des Frühwerks. Mit einem unveröffentlichten Brief von Golo Mann zur Entstehung der Filmadaption »Der kleine Herr Friedemann«. Königshausen & Neumann, Würzburg 2012, ISBN 978-3-8260-4624-7.
- Hermann Kurzke: Thomas Mann. Epoche – Werk – Wirkung. Beck, München 1985, ISBN 3-406-30870-8. (4., predelana in posodobljena izdaja (v sodelovanju z Karsten Stefan Lorek) 2010, ISBN 978-3-406-60831-5).
- Karl-Josef Kuschel, Frido Mann, Paulo Astor Soethe: Mutterland. Die Familie Mann und Brasilien. Artemis & Winkler, Düsseldorf 2009, ISBN 978-3-538-07293-0.
- Hans Mayer: Thomas Mann. Suhrkamp, Frankfurt am Main. 1980, ISBN 3-518-03633-5.
- Volker Mertens: Groß ist das Geheimnis. Thomas Mann und die Musik. Militzke, Leipzig 2006, ISBN 3-86189-747-4.
- Georges Motschan: Thomas Mann - von nahem erlebt, Matussek-Verlag Netteltal 1988, ISBN 978-3920743165
- Friedrich Ernst Peters: Thomas Mann und die Romantik. 1926. (vključuje Mannovo pismo, naslovljeno na Petersa, z dne 19. marec 1929), objavljeno posthumno: Universitätsverlag Potsdam, Potsdam, 2013.
- Jürgen H. Petersen: Faustus lesen. Eine Streitschrift über Thomas Manns späten Roman. Königshausen & Neumann, Würzburg 2007, ISBN 978-3-8260-3671-2.
- Marcel Reich-Ranicki: Thomas Mann und die Seinen. DVA, Stuttgart 1987, ISBN 3-421-06364-8. (Za 8 sestavkov razširjena izdaja 2005, ISBN 3-421-05864-4).
- Joachim Rickes: Die Romankunst des jungen Thomas Mann. Buddenbrooks und Königliche Hoheit. Königshausen & Neumann, Würzburg 2006, ISBN 3-8260-3219-5.
- Günter Rohrmoser: Dekadenz und Apokalypse. Thomas Mann als Diagnostiker des deutschen Bürgertums. Gesellschaft für Kulturwissenschaft, Bietigheim/Baden 2005, ISBN 3-930218-35-6.
- Sibylle Schulze-Berge: Heiterkeit im Exil. Ein ästhetisches Prinzip bei Thomas Mann. Zur Poetik des Heiteren im mittleren und späten Werk Thomas Manns. Königshausen & Neumann, Würzburg 2006, ISBN 3-8260-3232-2.
- Kurt Sontheimer: Thomas Mann und die Deutschen. Nymphenburger Verlagshandlung, München 1961; nova predelana izdaja: Langen Müller, München 2002, ISBN 3-7844-2861-4.
- Tobias Temming: »Bruder Hitler«? Zur politischen Bedeutung Thomas Manns. Essays und Reden aus dem Exil. Wissenschaftlicher Verlag Berlin, Berlin 2008, ISBN 978-3-86573-377-1.
- Hans Rudolf Vaget: Seelenzauber. Thomas Mann und die Musik. S. Fischer, Frankfurt am Main 2006, ISBN 3-10-087003-4.

### Podatkovna zbirka
Podatkovna zbirka Mannove zbirke Dr. Hans-Otta Mayerja (podaril jo je Rudolf Groth) v Univerzitetni in deželni knjižnici Düsseldorf tekoče beleži monografije in sestavke iz zbornikov ter strokovnih časopisov kot tudi časopisne članke na temo »Thomas Mann in njegova družina«. Prosto dostopna zbirka vsebuje več kot 29.000 naslovov primarne in sekundarne literature in se tekoče posodablja.